# Prefectures de Txad
El Txad va estar dividit administrativament en 14 prefectures des de 1960, any de la seva independència, fins a 1999, quan una reorganització administrativa el va organitzar en 28 departaments.

## 2002
En 2002, una nova reorganització va dividir al país en les actuals 18 regions.
| N° | Prefectura             | Capital      | Sotsprefectures                            |
| -- | ---------------------- | ------------ | ------------------------------------------ |
| 1  | Batha                  | Ati          | Ati, Djedda, Oum Hadjer                    |
| 2  | Biltine                | Biltine      | Am Zoer, Llaurada, Biltine, Guéréda, Iriba |
| 3  | Bourkou-Ennedi-Tibesti | Faya-Largeau | Borkou, Ennedi, Tibesti                    |
| 4  | Chari-Baguirmi         | N'Djamena    | Bokoro, Bousso, Massakory, N'Djamena       |
| 5  | Guéra                  | Mongo        | Bitkine, Mangalmé, Melfi, Mongo            |
| 6  | Kanem                  | Mao          | Mao, Moussoro, Nokou                       |
| 7  | Lac                    | Bol          | Bol, Ngouri                                |
| 8  | Logone Occidental      | Moundou      | Beinamar, Benoye, Moundou                  |
| 9  | Logone Oriental        | Doba         | Baibokoum, Bebedjia,Doba, Goré             |
| 10 | Mayo-Kebbi             | Bongor       | Bongor, Fianga, Gounou Gaya, Léré, Pala    |
| 11 | Moyen-Chari            | Sarh         | Koumra, Kyabé, Maro, Moissala, Sarh        |
| 12 | Ouaddaï                | Abéché       | Abéché, Adré, Am Dam, Goz Beida            |
| 13 | Salamat                | Am Estafen   | Aboudeia, Am Estafen, Haraze Mangueigne    |
| 14 | Tandjilé               | Laï          | Béré, Kélo, Laï                            |